# Tango (Flamenco)

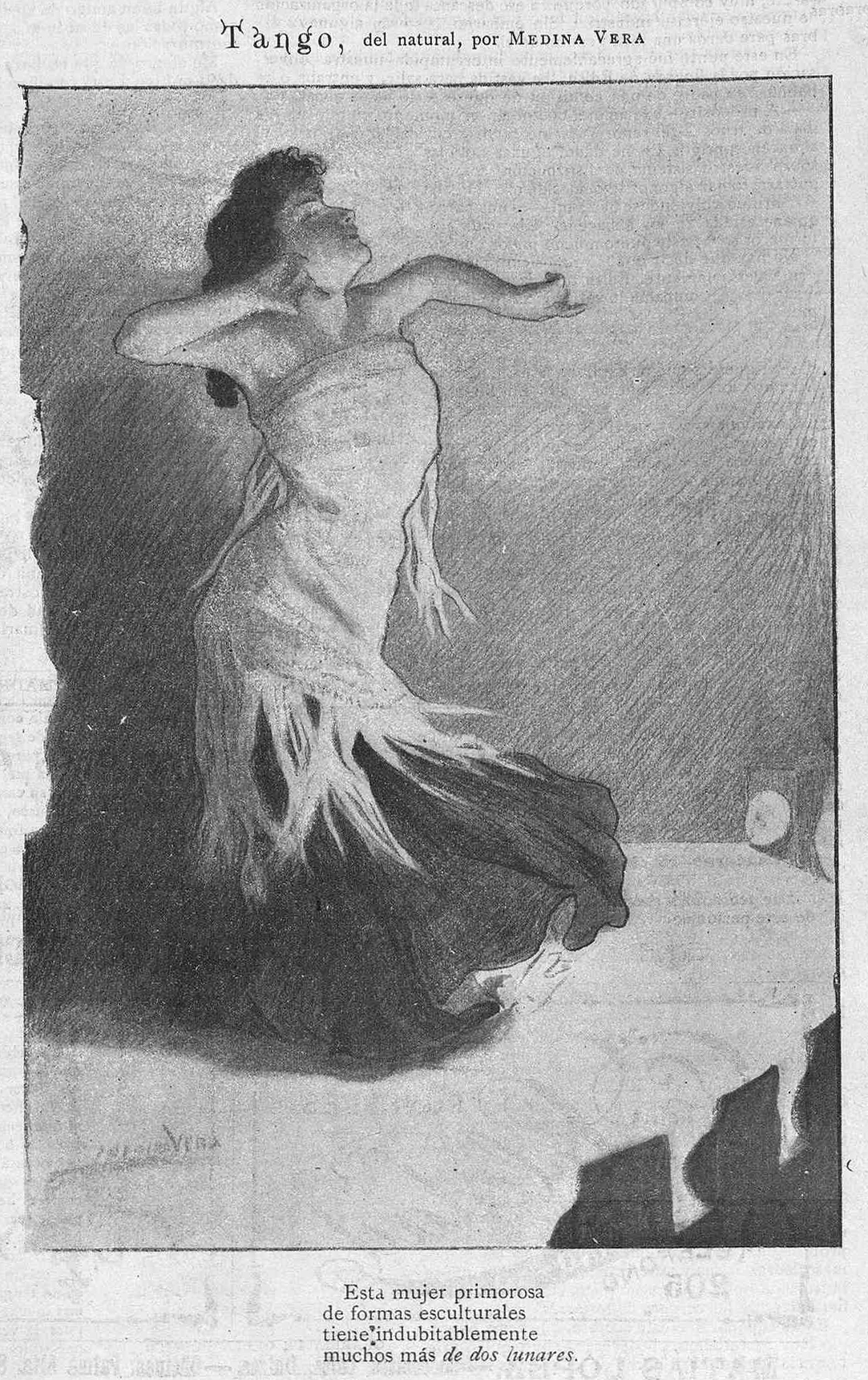
Inocencio Medina Vera: Tango. Madrid Cómico, 1901

Der Tango ist südamerikanischen Ursprungs, besitzt eine besondere Ausprägung im Flamenco und ist in dieser Ausprägung einer seiner wichtigsten und variantenreichsten Palos.

## Charakter und Form
Laut Fernando Quiñones kann der Tango eine unermessliche Palette von Stimmungen ausdrücken: Er könne düster, freundlich, langsam, monoton, gleichmütig, breit, ausgelassen oder ergreifend sein.
Höchstwahrscheinlich haben der Tango im Flamenco, auch andalusischer Tango genannt, und die außerhalb Spaniens bekanntere Musikform des Tango gemeinsame Wurzeln. Auch rhythmische Gemeinsamkeiten sind offensichtlich: Beide besitzen einen akzentuierten Zweier-Rhythmus, und des Öfteren schimmert auch im Tango flamenco der typische Wiegerhythmus der Habanera durch.
Davon abgesehen unterliegt der andalusische Tango den stilistischen Merkmalen des Flamenco:
- Die traditionelle Instrumentalbegleitung übernimmt die Gitarre, den Rhythmus unterstützen Händeklatschen, gelegentlich auch Perkussionsinstrumente.
- Der Gesang ist überwiegend syllabisch und nicht so ausgeprägt melismatisch wie beispielsweise in der Seguiriya.
- Im Gegensatz zum argentinischen Tango und dem Tango als Gesellschaftstanz ist der Tango flamenco zumeist ein Solotanz. Dies zeigt sich auch in der Haltung der Tänzerinnen und Tänzer, den Armbewegungen und der Fußtechnik mit den obligatorischen Zapateados.

Wie viele andere Palos kann auch der Tango flamenco ohne Tanz ausgeführt werden.

## Etymologie
Seinen Namen erhielt der Tango von den in Ländern Lateinamerikas verbreiteten einfachen Gaststätten, genannt Tambos, wo im 18. Jahrhundert Schwarze und Mulatten ebenfalls Tambos und später Tangos genannte Feste feierten. Nach diesen Feiern wurde dann auch der Musikstil Tango benannt, der im Kern eine schnelle Habanera ist.

## Geschichte

### DerTango americano
Der Tango gelangte bereits Ende des 18. Jahrhunderts nach Spanien. Entstanden war er vermutlich in der afroamerikanischen Bevölkerung in Havanna und Umgebung. Die Liedtexte waren reichlich mit Anzüglichkeiten gewürzt. Rasch wurde der Tango in Spanien populär und verbreitete sich unter dem Namen Tango americano („amerikanischer Tango“). Das Wort Tango bezeichnete auch eine soziale Vereinigung der Bewohner, eine Art Versicherung auf Gegenseitigkeit. Diese Vereinigungen pflegten in der Karibik bei allen möglichen Anlässen Umzüge in den Straßen zu veranstalten.
Der älteste Liedtext, in dem das Wort Tango auftaucht, findet sich in einer Tonadilla von 1779:
| Los andaluces, en sus tangos graciosos, sus chistes lucen … | Es glänzen der Andalusier Späße in ihren lustigen Tangos … |

Etwa ab 1830 verbreiteten Bänkelsänger ihre Tangos americanos, ihre Habaneras und ihre Seguidillas im Land. Auf den Festen in Cádiz waren fast an allen Ecken Tangos zu hören. Das ging so weit, dass 1846 die Behörden der Stadt Regeln erließen, um den örtlichen Tango gaditano vom Tango americano abzugrenzen. In jenen Jahren begann der Tango auch auf Festivals Furore zu machen, beispielsweise 1848 in Madrid und 1850 in Paris. Beide Male interpretierte ihn María Loreto Martínez, eine Afroamerikanerin aus Havanna. Mit ihrer „kraftvollen und schönen“ Altstimme und ihrer eigenen Begleitung auf der Gitarre begeisterte sie Kritik und Publikum. Auch auf den Theaterbühnen wurde er zum häufigen Bestandteil des Programms, etwa in den Zarzuelas, wobei die amerikanische Herkunft allgemein bewusst war. Auch unter der Bezeichnung Tango de los Negros, Tango der Schwarzen, fand sich häufig auf den Programmplakaten. Schlüpfrigkeiten in den Texten waren damals wohl nicht mehr üblich. Auf Festen in Triana (mit langer Tradition der Tangos) und andernorts wurden eigens gedichtete und komponierte Tangos beliebte Programmpunkte.

### Tango americanoundTango flamenco– Kontinuität oder Bruch?
1867 berichtete der Baron Charles Davilliers von einem Fest, bei dem eine junge Gitana „mit kupferfarbener Haut, langen Haaren und kohlschwarzen Augen“ den Tango mit außerordentlicher Anmut getanzt habe. Manuel García Matos sieht darin ein Schlüsselereignis für den Übergang des Tango in die Musik der Gitanos.
Um 1870 erreichte der Tango den Gipfel seiner Popularität. Er wurde getanzt, gesungen, komponiert zur Begleitung von Gitarre und Violine, dargeboten von Musikgruppen und Einzelkünstlern wie Meric, el famoso mulato, und Enrique el Mellizo. Und er fand Eingang in die Café cantantes.
Die Jahre zwischen 1870 und 1890 waren eine Phase, in denen sich viele Elemente des heutigen Flamenco erst formten. Im Tango sahen die Künstler eine hervorragende Möglichkeit, ihren Vorstellungen Ausdruck zu verleihen – wobei der Zweierrhythmus einen spannenden Kontrast zu den Drei- und Zwölfschlag-Takten der anderen Palos bot. Dabei bildeten sich zwei Varianten aus: Der Tango gaditano, später auch unter dem Namen Tanguillo bekannt, und der Tango americano. Unter dem Einfluss der Künstler vor und um die Jahrhundertwende 1900 entwickelte sich der Tango schließlich zu einer Gattung des Flamenco. Dieser Tango flamenco, den wir heute kennen, unterscheidet sich stark von jenem Tango, der bis in die zweite Hälfte des 19. Jahrhunderts gesungen und musiziert wurde. Kurz nach 1900 verlor sich auch die Bezeichnung Tango americano und das allgemeine Bewusstsein für den amerikanischen Ursprung dieser Musikgattung.
Manche Autoren, namentlich Ricardo Molina und Antonio Mairena, lehnten die Hypothese ab, dass der Tango flamenco sich aus dem amerikanischen Tango entwickelt habe. Nach ihrer Ansicht sei der Tango flamenco in der musikalischen Tradition der Gitanos verwurzelt. Ángel Alvarez Caballero verweist demgegenüber auf die Darstellung von Manuel García Matos, die eine plausible Brücke vom amerikanischen Tango zum Tango der Gitanos schlage.

### Das 20. Jahrhundert
In der ersten Hälfte des 20. Jahrhunderts war La Niña de los Peines eine unübertroffene Interpretin des Tango. Das Lied, dem sie ihren Künstlernamen verdankt, Péinate tú con mis peines, ist ein Tango. Sie war in der Lage, Stunde um Stunde Tangos zu singen, ohne sich zu wiederholen. Andere bekannte Sänger des Tango waren beispielsweise Manolo Vargas, Manolo Caracol und Juanito Mojama.
In der Extremadura bildete sich mit dem Tango extremeño ein eigener Typ des Tango heraus. Er zeichnet sich aus durch variable Melismen und durch einen charakteristischen Rhythmuswechsel gegen Ende, der Assoziationen zum Jaleo weckt.

## Deutschsprachige Literatur
- Kersten Knipp: Flamenco. Suhrkamp, Frankfurt am Main 2006, ISBN 3-518-45824-8, S. 97–100.